# Fritz Sauckel
Ernst Friedrich Christoph "Fritz" Sauckel (Haßfurt, 27 d'octubre de 1894 - Nuremberg, 16 d'octubre de 1946) fou un destacat polític nazi, gauleiter de Turíngia des de 1927 i comissari general encarregat de la mà d'obra esclava des de 1942 fins a 1945. Sota aquest càrrec polític va jugar un important paper durant la Segona Guerra Mundial. Al final de la contesa va ser detingut per les autoritats aliades i va ser un dels dotze condemnats a mort durant els judicis de Nuremberg.

## Biografia
Nascut a Baviera, era el fill únic d'un carter i una costurera. Va abandonar aviat l'escola local coincidint amb la malaltia de la seva mare. Als quinze anys es va enrolar en la marina mercant. Va començar viatjant en una goleta noruega de tres pals i després va passar a vaixells suecs i alemanys. Més tard va ser obrer de fàbrica i en 1923 es va afiliar al Partit Nacional Socialista Alemany dels Treballadors (NSDAP), i es convertí en Gauleiter de Turíngia en 1927. Cap del govern de Turíngia en 1932, posteriorment fou Reichsstatthalter de Turíngia el 1933.
Va ser nomenat plenipotenciari general per a l'ocupació de mà d'obra esclava en 1942 i va organitzar amb aquest motiu les deportacions de treballadors des dels països ocupats fins a Alemanya. Va administrar a més les deportacions via ferrocarril de jueus i eslaus des de la Rússia soviètica cap als camps de concentració, i va subministrar a més mà d'obra per a l'organització Todt a càrrec d'Albert Speer.
Va ser condemnat a mort durant els Judicis de Nuremberg en ser declarat culpable del segon càrrec: crims contra la pau. El seu advocat defensor havia estat Robert Servatius. L'acusat havia violat 34 tractats internacionals, emprès guerres d'agressió i desencadenat, finalment, un conflicte mundial. Pel tercer càrrec: crims de guerra, l'acusat havia ordenat o tolerat assassinats col·lectius i tortures, deportat a milions de persones i organitzat el pillatge econòmic. També pel quart càrrec: crims contra la humanitat, l'acusat havia perseguit a nombroses minories i exterminat a col·lectivitats senceres.
Va ser executat a la forca a la presó de Nuremberg en les primeres hores del 16 d'octubre de 1946. El seu cos va ser incinerat al crematori muniquès d'Ostfriedhof i les seves cendres, juntament amb les de la resta dels executats aquest dia, dispersades en el riu Isar perquè cap sepultura es convertís en centre nostàlgic dels seus adeptes.